# Hochsprung Heilbronn
Hochsprung Heilbronn ist ein internationaler Hochsprungwettbewerb, der seit 2023 jährlich auf dem Marktplatz von Heilbronn in Baden-Württemberg stattfindet.
Das Hochsprungmeeting hat seine Wurzeln im Internationalen Hochsprungmeeting Eberstadt, welches 2018 nach 40 Jahren zum letzten Mal stattgefunden hat.
Der Veranstalter hat die dritte Ausgabe für den 09./10. August 2025 angekündigt.

## Siegerinnen und Sieger
| Jahr | Männer             | Land       | Höhe   | Frauen             | Land       | Höhe   |
| ---- | ------------------ | ---------- | ------ | ------------------ | ---------- | ------ |
| 2023 | Hamish Kerr        | Neuseeland | 2,28 m | Eleanore Patterson | Australien | 1,95 m |
| 2024 | Mutaz Essa Barshim | Katar      | 2,31 m | Eleanore Patterson | Australien | 1,95 m |